# 日本角膜学会
日本角膜学会（にほんかくまくがっかい、英語名 Japan Cornea Society ）は、角膜に係る疾患の診断と治療に貢献することを目的として1977年にはじまった角膜カンファランスを母体として1995年に結成された学会。
会員数1,200名余。
事務局を大阪府茨木市美穂ケ丘3-6-302日本眼科紀要会内に置いている。 

## 事業
- 学術集会の開催、学会誌の発行、日本アイバンク協会、日本失明予防協会等の関係諸団体との協力活動など[1]。

## 機関誌
- 『日本角膜学会誌（Journal of Japan Cornea Society）』 年刊

## 協賛企業
- 参天製薬株式会社
- 千寿製薬株式会社
- ジョンソン・エンド・ジョンソン株式会社
- 日本アルコン株式会社